# 데니스 로 (과학자)
데니스 로 육밍(영어: Dennis Lo Yuk-ming, 중국어: 盧煜明, 1963년 10월 12일 ~ )은 홍콩의 분자생물학자이며, 비침입 산전 테스트기 개발에 크게 기여한 인물이다. 그는 현재 리자청 교수와 홍콩 중문 대학의 부학장을 맡고 있으며, 동시에 그는 홍콩 중문 대학 화학병리학과 학과장과 리자청 건강과학 연구소장을 맡고 있다. 그의 연구는 혈장에서 세포가 없는 태아 DNA를 검출하는데 중점을 두고 있다.

## 생애
그는 1963년 홍콩에서 태어났다. 그의 어머니는 음악을 가르쳤고, 그의 아버지는 정신과 의사이자 홍콩의 캐슬 피크 병원의 전임 원장이었다. 그는 남동생도 있다.
그는 초등학교와 중학교를 모두 홍콩의 세인트 조셉 칼리지 (St Joseph's College)에서 다녔다. 중학교 졸업 후, 그는 미국으로 가 스탠포드 대학교 전기공학과를 졸업하였다. 하지만 그는 졸업 후, 의학을 전공하기로 결정하였다. 1983년, 그는 영국 케임브리지에 도착하여 2년 동안 임상 전 의학 교육과 학사 학위를 마쳤고, 대학교 3학년 때는 유전자 복제를 공부하였다.
1986년 그는 임상 훈련을 위해 옥스퍼드 대학교로 편입했다. 이 기간 동안 그는 크라이스트 처치 (옥스퍼드)에 있었다. 1989년에는 의학 학사를, 1994년에 박사학위를 (그 동안 허트포드 칼리지 (옥스퍼드)에 있었다.), 2001년에는 의학박사 학위를 받았다. 그는 또한 1990년부터 1993년까지 허트포드 칼리지 젊은 자연과학 특별연구원이었고, 1993년부터 1994년까지 임상의학 발전 특별회원을 역임했다.

## 경력
그는 원하는 DNA 서열을 수백만 개 빠르게 생성하는 분자생물학 기술인 중합효소 연쇄 반응 (PCR)을 연구하며 연구 경력을 시작했다. 그는 옥스퍼드 대학교의 의학부 교수인 존 벨 (John Bell)의 강의에서 이 기술에 대해 처음 들었고, 벨에게 이 기술을 배우고 싶다고 요청했다. 미래의 박사 학위 지도교수인 케네스 앤서니 플레밍과 함께 일하면서, 그는  오염으로 인해 비교적 새로운 기술이 많은 거짓 양성을 일으키게 한다는 것을 발견했다.
그는 어머니의 혈액에서 태아 DNA가 검출될 수 있는지 궁금해 하였다. 그는 PCR을 사용하여 남자아이를 낳은 어머니의 Y 염색체를 검출했다. 그는 박사과정을 공부하는 동안 어머니의 혈액에 있는 태아 세포의 태아 DNA를 이용하는 산전 진단검사에 대한 연구를 하고 싶어 했다. 그러나 그는 태아 세포의 낮은 농도, 높은 거짓 양성 비율, 출산 후 태아 세포의 지속성 등을 포함한 여러 가지 요인으로 인해 방해를 받았다.
그는 박사학위를 취득한 후 임상화학 강사가 되었고, 옥스퍼드 대학교 그린 칼리지 (현재 그린 템플턴 칼리지)의 특별회원이 되었다. 또한 그는 옥스퍼드의 주요 교육 병원인 존 래드클리프 병원의 명예 자문 화학병리학자로 활동하기도 했다.
1997년에 그는 다시 아기를 낳은 어머니의 유전 표지자로 Y 염색체를 사용했고, 대부분의 실험 대상자에게서 세포질 없는 태아 DNA가 존재한다고 보고했다. 그는 암 환자의 혈장에서 순환 종양 DNA가 검출된다는 사실을 읽은 후, 어머니의 혈액에서 세포가 없는 태아 DNA를 찾기로 전략을 바꾸었다.
그는 결혼을 했고, 같은 해에 아내와 함께 홍콩으로 돌아왔다. 하지만 당시 홍콩은 중국에 반환을 준비 중이었다. 1997년 1월, 그는 홍콩 중문 대학 화학병리학과의 수석 강사가 되었다. 몇 년 후, 한 인터뷰에서 그는 이것을 "보닛 아래가 아닌 다른 곳에서 자동차 엔진을 발견한 것과 같다."고 불렀다.
첫 번째 장애 중 하나로, 그는 세포 없는 태아 DNA는 엄마가 Rh 음성을 제외하고 태아가 Rh 양성일 때 일어난 빈혈의 유형인 Rh 질환을 이용하여 비침입 산전 테스트기를 개발했다. 그는 또한 어머니의 혈액에서 태아 RNA를 검출했는데, 이를 통해 어떤 유전자 발현이 되는지 알 수 있었다. 이후 그는 어머니의 혈액에서 태아 DNA를 분리하는 새로운 방법을 모색했고, 2002년에는 어머니와 태아 간의 DNA 메틸화 차이를 찾아내는데 성공했다.
하지만 그의 비침입 산전 검사 연구는 2003년 사스 (SARS)로 인해 중단되었다. 문제는 감염된 환자들 중 한 명이 홍콩 중문 대학 의과대학 교육병원인 프린스 오브 웨일스 병원 (Prince of Wales Hospital)에서 치료를 받았고, 이로 인해 이 병원은 홍콩의 진원지 중 하나가 되었다. 그의 연구진은 사스 바이러스의 염기서열을 분석하고 여러 바이러스 균주의 존재를 발견하였다. 당시 최초의 연구진이었다. 
사스 발병 후, 그는 세포 외 태아 DNA 검출 연구를 다시 했다. 2008년, 그는 기존 PCR보다 스루풋이 훨씬 높은 차세대 염기서열 분석 (NGS)을 사용했다고 발표했고, 이는 당시에는 비교적 새로운 기술이었다. 21번 염색체가 하나 더 추가되어 발생하는 다운증후군을 진단하곤 할 때, 이 방법은 나중에 민감도가 100%, 특이도가 거의 98%인 것으로 밝혀져 2011년에 임상에 도입되었다.
그 다음해에 그는 3D로 해리포터 영화를 보던 중, 날아다니는 'H'를 보고 2개의 상동 염색체를 떠올렸다. 그리고 태아 유전체를 연쇄 반응 방법을 하는 아이디어를 얻었다. 즉, 태아가 아버지와 어머니로부터 물려받은 DNA의 두 반쪽을 따로 연쇄 반응을 시키는 것이었다. 아버지의 반쪽의 경우, 그들은 아버지에게만 존재하고 어머니에게는 존재하지 않는 DNA 서열을 찾았다. 반대로 어머니의 반쪽의 경우, 그들은 어머니의 DNA 서열을 세어 어머니의 혈장에서 과잉으로 발견될 수 있는 태아가 유전을 받을 서열을 추론했다. 이 발견으로 태아 돌연변이를 감지하는 비침입 산전 검사 연구 방법이 탄생했다. 그리고 2013년에 그의 연구진은 태아의 유전체가 어머니의 혈장에서도 확인될 수 있다는 것을 증명하였다.
비침입 산전 검사 이외에도, 그는 환자의 혈장에서 암의 유전자 윤곽을 그리는 방법을 보고했을 때인 2012년에 NGS를 사용하여 순환 종양 DNA로부터 윤곽을 그리고 예측하는 암 진단법을 조사하기 시작했다.

## 수상
- 홍콩의 10대 청년으로 선정 (2000)
- 세계의 10대 청년으로 선정 (2001)
- 국가자연과학기금 2등상 수상 (중국 과학기술부) (2005)
- 분자진단학 기여 상 (국제임상화학 및 검사의학연맹) (2006)
- 국제 임상화학 협회 논문 상 (미국 임상화학 협회 (American Association for Clinical Chemistry)) (2007)
- 왕립학회 외국인 회원 (2011)
- 미국국립과학원 외국인 회원 (2013)
- 세계 과학 아카데미 회원 (2013)
- 파이살 왕 국제상 (2014)
- 중국 미래과학상 생명과학부문 (2016)
- 분자진단 우수상 (분자병리학 협회) (2020)
- 생명과학 브레이크스루 상 (2021)
- 로열 메달 (2021)
- 래스커-드베이키 임상 의학 연구상 (2022)

## 같이 보기
- 분자생물학